# Irene Bredt

Irene Reinhild Agnes Elisabeth Bredt (también conocida por su nombre de casada, Irene Sänger-Bredt) (24 de abril de 1911-20 de octubre de 1983) fue una ingeniera, matemática y física alemana. Es conocida por su intervención en el diseño de una propuesta de aeronave/bombardero intercontinental en el periodo anterior y durante la Segunda Guerra Mundial, el proyecto Silbervogel.

## Vida y carrera
Bredt obtuvo su doctorado en ciencias naturales en 1936. Su tesis se titulaba Rayos X en las Tierras Raras. Para su primer trabajo, fue atraída por una oferta con pocos detalles del por entonces no muy conocido Centro de Investigación Aeronáutica en Trauen, Alemania. Bredt empezó su trabajo de investigación como ayudante de Eugen Sänger en este centro de desarrollo de motores cohete. Su campo de actividad se centró en la termodinámica y en la dinámica de gases, problemas relacionados con los propelentes líquidos utilizados en los cohetes. Dirigió el Departamento de Física del centro en 1941 y al año siguiente fue nombrada Primer Ayudante en el Instituto Alemán de Investigación para el Vuelo de Planeo en Ainring. Su tarea era el mantenimiento y el análisis de los vuelos de prueba de los estatorreactores.
En 1945, tras el fin de la Segunda Guerra Mundial, Bredt se trasladó a París para continuar sus investigaciones en la misma área que antes pero ahora para el Arsenal de l'Aéronautique francés, más tarde conocido como SNECMA. Al mismo tiempo, asesoró a MATRA en París Billancourt, así como al Instituto de Tecnología de Madrás, en el Sur de la India. En 1954, después de su matrimonio con Eugen Sänger y el nacimiento de su hijo, Sänger-Bredt regresó a Alemania. Fue directora científica delegada del Instituto de Investigación para la Física de Propulsión a Chorro, que había sido fundado por Eugen Sänger en Stuttgart.
En 1960 Sänger-Bredt fue uno de los miembros fundadores —la única mujer— de la Academia Internacional de Astronáutica. En 1963 trabajó como ingeniera asesora en asuntos espaciales para las compañías Junkers y Bölkow (posteriormente Messerschmitt-Bölkow-Blohm GmbH). Irene Sänger-Bredt murió en 1983 en Stuttgart, Alemania. A lo largo de su carrera, publicó 88 artículos relacionados con las ciencias naturales y con la ciencia en la cultura.

## Honores
- En 1970 Bredt fue galardonada por la Sociedad de Cohetes Alemana con la Medalla de Oro Hermann Oberth, en reconocimiento de sus logros científicos.